# Paulo Zorello
Paulo Zorello (São Paulo, 26 de outubro de 1960) é um lutador de kickboxing brasileiro e é atual presidente da Confederação Brasileira de Kickboxing. Durante a sua carreira conquistou três títulos mundiais pela WAKO.

## Cargos atuais
PROFESSOR DE EDUCAÇÃO FÍSICA – FEFISA – SP
CONSULTOR E COMENTARISTA DO PROGRAMA KO ARENA NO BANDSPORTS
PROPRIETÁRIO DA ACADEMIA CORPORIS
PRESIDENTE DA CONFEDERAÇÃO BRASILEIRA DE KICKBOXING
PRESIDENTE DA CONFEDERAÇÃO PANAMERICANA DE KICKBOXING
VICE-PRESIDENTE MUNDIAL DA WAKO PRÓ
DIRETOR MUNDIAL DO DEPARTAMENTO DE FULL CONTACT DA WAKO

## Cartel como atleta
Boxe Amador no Brasil: 18 lutas, 18 vitórias
Boxe Profissional: 02 lutas, 02 vitórias
KickBoxing Amador: 18 lutas, 17 vitórias
KickBoxing Profissional: 38 lutas, 37 vitórias, 30 K.O.

## Principais Títulos como Atleta

### BOXE
Campeão Jogos Abertos Interior / 85
Campeão da Forja de Campeões / 86
Campeão Paulista / 86
Campeão Torneio dos Campeões / 86
Atleta da Seleção Brasileira

### KICKBOXING AMADOR
Campeão Brasileiro / 86
Campeão Europeu / 90
Vice-campeão Mundial / 90

### KICKBOXING PROFISSIONAL
Campeão Brasileiro / 87
Campeão Sulamericano / 88
Campeão Mundial / 91
Bicampeão Mundial / 93
Tri campeão Mundial / 94
Campeão Ibero Americano / 97
Campeão Mercosul / 98

## Histórico
Zorello começou a treinar KickBoxing na modalidade de Full Contact no início da década de 80 com o Prof. Marcus Tulluis, depois de uma breve carreira no amador, estreou no profissional em 17 de julho de 1987, encerrando sua carreira oficialmente durante o Campeonato Mundial de Belgrado, Sérvia em 25 de novembro de 2001. Na data foi nomeado diretor mundial da modalidade Full Contact. Conquistou seu primeiro título mundial profissional, em 01/Março de 91 na cidade italiana de Milão, no Full Contact na categoria +94,100Kg, ao derrotar por pontos o então campeão mundial Phillipe Coutellas (França), tornando-se o atleta que ostentou o título mundial por mais tempo (10 anos, 08 meses e 24 dias). Conquistou ainda os títulos mundiais de Low Kicks e Full Contact na categoria até 94,100Kg, tornando-se o primeiro atleta Sulamericano Tri Campeão Mundial. Das 37 vitórias como profissional, 30 foram por K.O., além de que 14 destas lutas foram realizadas na Europa. Como Campeão Mundial, Zorello defendeu seu cinturão por 15 vezes, sendo no Full Contact ou no Low Kicks, nas duas categorias dos máximos: Pesados e Super Pesados. Encerrou sua carreira detendo os títulos de Campeão Mundial, Ibero Americano e Mercosul. Atualmente, além do cargo de presidente da CBKB, é o responsável pela WAKO no Continente Panamericano e presidente da Confederação Panamericana de KickBoxing.

## PRINCIPAIS TÍTULOS E DEFESAS DE MUNDIAIS
- Campeão Sulamericano de Full Contact em 16 de junho de 1988.
Vitória por KO no 5º Round contra Carlos Ledesma (ARG)
São Paulo - SP
- Campeão Europeu de Full Contact, Catg. Super Pesados, em 31 de novembro de 1990.
Vitória por pontos, no final, contra Raymond Fucho (FRA).
Madri – Espanha
- Campeão Mundial de Full Contact, Catg. Super Pesados, em 1 de março de 1991.
Vitória por pontos ao vencer por pontos contra Phillipe Coutelas (FRA).
Milão – Itália
- Defesa do Título Mundial de Full Contact em 27 de março de 1993.
Vitória por K.O. no 7º round contra o francês Phillipe Coutelas (FRA)
São Paulo – Capital
- Campeão Mundial de Low Kicks, Catg. Pesados em 3 de outubro de 1993.
Vitória por K.O. no 5º round contra Murat Siphali (TUR).
São Paulo – Capital
- Campeão Mundial de Full Contact, Catg. Pesados, em 16 de abril de 1994.
Vitória por pontos contra Neil Singleton (E.U.A.)
Valinhos – São Paulo
- Defesa do Título Mundial de Full Contact, Catg. Pesados, em 23 de julho de 1994
Vitória por K.O. no 3º round contra Raymond Fucho (FRA)
Uberlância – Minas Gerais
- Defesa do Título Mundial de Full Contact, Catg. Pesados, em 13 de dezembro de 1994
Vitória por K.O. no 4º round contra Piri Garbor (HUN)
Praia Grande – São Paulo
- Defesa do Título Mundial de Full Contact, Catg. Pesados, em 16 de janeiro de 1995
Vitória por K.O. no 3º round contra Ariel Salas (ARG)
Recife – Pernambuco (Verão Vivo / Band)
- Defesa do Título Mundial de Full Contact, Catg. Pesados, em 30 de maio de 1995
Vitória por K.O. no 1º round contra Zenny Reynolds (U.S.A.)
Praia Grande – São Paulo
- Defesa do Título Mundial de Full Contact, Catg. Super Pesados, em 26 de junho de 1995
Vitória por pontos contra o alemão Hubert Numrich (ALE)
Praia Grande – São Paulo
- Defesa do Título Mundial de Full Contact, Catg. Pesados, em 28 de outubro de 1995
Vitória por K.O. no 3º round contra Stephen Reveillon (FRA)
Foz do Iguaçu – Paraná
- Defesa do Título Mundial de Full Contact, Catg. Super Pesados, em 26 de dezembro de 1995
Vitória por pontos contra o Eric Ethot (Senegal / FRA)
São Paulo – São Paulo
- Defesa do Título Mundial de Full Contact, Catg. Pesados, em 14 de abril de 1996
Vitória por K.O. no 5º round contra Girolando Fragapane (Bélgica)
Bruxelas – Bélgica
- Defesa do Título Mundial de Full Contact, Catg. Super Pesados, em 6 de setembro de 1996
Derrota por K.O. no 3º round contra o Patterson Barrington (ING)
São Paulo – São Paulo
- Defesa do Título Mundial de Full Contact, Catg. Pesados, em 28 de janeiro de 1997
Vitória por K.O. no 2º round contra Eric Lappeile (Bélgica)
Osasco- São Paulo
- Disputa do Título Ibero-Americano de Full Contact, Catg. Super Pesados, em 11 de março de 1997
Vitória por K.O. no 4º round contra Rubegent Majola (Espanha)
Osasco – São Paulo
- Defesa do Título Mundial de Full Contact, Catg. Pesados, em 20 de abril de 1997
Vitória por K.O. no 5º round contra o Reynald Zolnierczyk (POL)
São José do Rio Preto – São Paulo
- Defesa do Título Mundial de Full Contact, Catg. Pesados, em 20 de outubro de 1997
Vitória por K.O. no 1º contra o Ciro Ferrara (ITA)
Bingo Tancredo – São Paulo – Capital
- Disputa do Título Mercosul e Full Contact, Catg. Pesados, em 27 de agosto de 1998
Vitória por K.O.T. no 6º round contra Angel Amarilla (PAR)
Bingo Tancredo – São Paulo – Capital
- Encontro Internacional de KickBoxing (Bra/Ita/Esp) Full Contact, Catg. +94,100, em 18 de novembro de 1999
Vitória por K.O.T. no 6º round contra José Toro Pietro (ESP)
Bingo Tancredo – São Paulo – Capital
- Defesa doTítulo Mundial de Full Contact, Catg. Pesados, em 16 de fevereiro de 2000
Vitória por K.O. no 4º round contra Laurent Maglieri (Bélgica)
Arena de Verão da Praia Grande – São Paulo
Boxe
14.09.85 – Vitória por K.O. 2º round contra Edilson A. Galdino (BCN) Centro olímpico
10.10.85 – Vitória por pontos contra Jair A. de Souza (Fco. Morato) 50º Jogos Abertos do Interior
13.10.85 – Vitória por AB 1º round contra Ranieri Batista (Araçatuba) “Campeão” Jogos Abertos
07.12.85 – Vitória por K.O. no 1º round contra Sergio de Freitas (N. Química) Nacional Clube
25.02.86 – Vitória por pontos contra Silvio S. Silva (Galati-RP) Forja de Campeões
18.03.86 – Vitória por DA no º round contra Benedito L. Dias (CBTU) Campeão / Forja de Campeões
08.07.86 – Vitória por pontos contra Carlos Barcelete (Nacional) Luta extra no CMTC
05.08.86 – Vitória por pontos contra Geraldo Messias (Corinthians) Seletiva Campeonato Brasileiro
21.10.86 – Vitória por pontos contra Geraldo Messias (Corinthians) Campeão Paulista
04.11.86 – Vitória por pontos contra Paulo Marques (Baby Barioni) Torneio dos Campeões
18.11.86 – Vitória por DM contra Jan Alex Pizak (Vaz Guimarães) Campeão do Torneio dos Campeões
21.04.87 – Vitória por pontos contra Carlos Barcelete (Nacional) Seletiva para o Sulamericano
Boxe Profissional
1992 – Vitória por pontos contra Aldo dos Santos (PR)
1993 – Vitória por KOT contra João de Deus (SP)